# الحزب الديمقراطي البيروي
الحزب الديمقراطي البيروفي (بالإسبانية: Partido Demócrata Peruano) هو حزب سياسي بيروفي تأسس في 26 يونيو 2006 من قبل أعضاء سابقين في الاتحاد من أجل بيرو بعد خلافات داخل الحزب.
أعضاء مجلس شيوخ بيرو المنتخبين كارلوس توريس كارو، غوستافو إسبينوزا وروسيو غونزاليس غادروا حزب الاتحاد بعد هزيمة التذكرة الرئاسية للحزب، بقيادة أولانتا هومالا وبرز توريس كارو كمرشح للنائب الثاني للرئيس، في الجولة الثانية (جولة الإعادة) لعام 2006 الانتخابات الوطنية. نشأ الخلاف عندما دعا هومالا الجماعات اليسارية الراديكالية للانضمام إلى "الجبهة الشعبية الديمقراطية والقومية"، بقيادة حزب الاتحاد والحزب القومي البيروفي الخاص بهومالا.
توريس كارو هو زعيم الحزب وأبرز أعضاءه، حيث لم يكن فقط على التذكرة الرئاسية لحزب الاتحاد، ولكن أيضًا حصل على أكبر عدد من الأصوات الفردية من مرشحي مجلس الشيوخ في الحزب.